# Budujme stát pro 40 000 000 lidí
Budujme stát pro 40 000 000 lidí je vizionářská kniha Jana Antonína Bati poprvé vydaná v roce 1937 ve Zlíně v rozsahu 158 stran (v roce 1938 vyšlo II. rozšířené a revidované vydání o 186 stranách a rozměrech 20,5 x 27,8 cm).
Kniha pojednává o tom, jak by mohlo celé Československo dosáhnout ještě vyšší úrovně, a to v ekonomické, technické i dopravní oblasti. Baťa v ní uvedl, že pomocí lepších metod v těžbě nerostných surovin a zemědělství, vybudováním dopravní infrastruktury a navazujícím rozšířením řemesel a obchodu celá země může uživit 40 milionů lidí.

## Doprava
Ekonomicky republiku Baťa rozdělil na západní část (země Česká a Moravskoslezská), která by byla průmyslovou základnou, a východní (Slovensko a Podkarpatská Rus), kde by byla základna surovinová. Dobrá jednotná infrastruktura měla zajistit efektivní spojení a využívání obou částí, překlenout geografické a historické rozdíly československého státu a tak z něj vytvořit jednotný hospodářský celek.

### Silniční doprava

Vedení magistrály dle Baťova návrhu. Měla sloužit především jako nejrychlejší spoj východu se západem, nevede proto přímo k některým velkým městům. S těmi ji měly spojit rychlostní silnice, které byly v době návrhu magistrály z části již vybudované

Dopravně plánoval propojit celou zemi především silniční autostrádou, jenž by byla základem dopravní sítě, vedenou zhruba v trase Cheb – Plzeň – Německý Brod – Brno – Žilina – Užhorod – Chust – Trebušany, která by byla vybudována během tří let a zkrátila by cestovní dobu pro nejdůležitější západo-východní směr veškeré vnitrostátní dopravy (tehdejší doba jízdy automobilem z Chebu do Jasiny, 25 hodin, se tím měla zkrátit na 11 hodin). Také výhledově plánoval prodloužení dálnice z Podkarpatské Rusi přes Rumunsko až k Černému moři a napojení československé dálnice na západní dopravní síť. Tím by byl napříč československým územím vytvořen hlavní tah spojující východní a západní Evropu, v čemž Baťa viděl další výhody pro svůj stát.

### Vodní doprava
Obdobně měly vzniknout vodní spoje, především velké průplavy Dunaj-Odra-Labe (zde Baťa mimo jiné vidí výhodu geografické polohy českých zemí na styku tří úmoří, Československo by se tak stalo klíčovým státem ve vnitrozemské lodní dopravě) a Bratislava-Slatinské Doly. Kanálová a říční doprava měla být z možných druhů dopravy z dlouhodobého hlediska nejlevnější, proto měla být klíčová například pro dopravu surovin z Podkarpatské Rusi. Měly být budovány ale i malé vodní kanály, podle vzoru už vybudovaného Baťova kanálu z Otrokovic do Rohatce. Tyto kanály měly zároveň sloužit k zavlažování zemědělských oblastí. Také bylo počítáno s výstavbou velkých přehrad a hydroelektráren.

### Železnice
Baťa si uvědomoval nesnadnou zeměpisnou situaci Československa, které bylo svým tvarem protáhlé a navíc rozdělené horami. I proto  mimo jiné považoval za důležité dokončení rychlostní železniční magistrály z Chebu do Jasiny, která by tuto pro dopravu složitou situaci velmi usnadnila. Tato magistrála vedla v trase Cheb – Stříbro – Plzeň – Praha – Německý Brod – Brno – Slavkov – Trenčín – B. Bystrica – Margecany – Michalovce – Užhorod – Mukačevo – Chust – Trebušany – Jasina, ale ještě roku 1938 jí stále chyběly krátké úseky u Brna, u Bánovců, Michalovců a před Chustem. Po vzoru západních zemí se měla postupně uzpůsobit zvyšování rychlosti vlaků na 150 km/h. Rovněž přikládal velký význam sblížení jednotlivých tarifů v železniční dopravě - vysoké sazby v domácí dopravě považoval za jednu z překážek naplnění potenciálu železniční sítě. Ministerstvo železnic chtěl přeměnit na ministerstvo dopravy, protože podporoval všechny druhy dopravy, byť s preferencí autodopravy. 

### Letectví
Baťa chtěl značně rozšířit síť obchodních letišť. Alespoň malé letiště se mělo nacházet v každém okrese (to měl ukládat zákon). Letectví by podle něj mělo být zařazeno jako vyučovací předmět do osnov průmyslových škol a obchodních akademií. Dále navrhuje mezinárodní dálkové linky. Mají být vytvořeny obchodní a letecké smlouvy, které by umožnily vzájemný provoz československých linek v zahraničí a zahraničních v Československu. Letectví je podle něj jedním z pilířů rozsáhlého exportu, který dle něj Československo potřebuje. 
| „                                                     | Proč ne československou linku do Číny a do Japonska? Proč ne československou linku do Kapského Města? Proč ne československou linku do Severní nebo Jižní Ameriky? | “ |
| — Jan Antonín Baťa v Budujme stát pro 40 000 000 lidí | |   |

## Telekomunikace
Vzhledem  rostoucím možnostem přenosu informací měla být významně rozšířena telefonní a telegrafní síť. Telefonní služby měly být i v menších městech dostupné nepřetržitě (ve dne i v noci). Také měl být rozšířen dálnopis pro zahraniční styk. Pro rozvoj státu je podle Bati třeba podporovat také rozhlas, který se podle něj dělí na dva hlavní druhy: kulturní a zpravodajský, dále pak ještě například vzdělávací.

## Administrativa
Kromě tohoto se dílo zabývá i dalšími makroekonomickými vztahy a také státní správou. Baťa chce snížit daně, zjednodušit daňové předpisy a berní systém, odstranit byrokratickou legislativu a daňová zvýhodnění a přenechat některé služby, kde fungují prodělečné státní podniky, soukromému podnikání. Podporuje větší prostupnost mezi jednotlivými živnostmi, výzkum a  učňovské a obchodní školství. 
Baťa v knize propaguje právní jistotu, chce méně zákonů, za to trvalejších, srozumitelných a bez zpětné účinnosti a odmítá mimořádná vládní opatření. Žádá, aby byl vydán zákon o odpovědnosti státu za škodu způsobenou nezákonným rozhodnutím a chtěl by dokončit sjednocení zákonů platných v českých zemích a na Slovensku. Chce dobře fungující soudnictví, rozšířit Nejvyšší správní soud a uvést v život ústavní soud.